# گونتر هایدمان
گونتر هایدمان (آلمانی: Günther Heidemann; ۲۱ اکتبر ۱۹۳۲ – ۱۵ مارس ۲۰۱۰) بوکسور اهل آلمان بود.